# اوماها (آرکانزاس)
اوماها (به انگلیسی: Omaha) یک منطقهٔ مسکونی در ایالات متحده آمریکا است که در شهرستان بونی، آرکانزاس واقع شده‌است. اوماها ۱٫۰۱ کیلومتر مربع مساحت و ۱۲۸ نفر جمعیت دارد و ۴۱۰ متر بالاتر از سطح دریا واقع شده‌است.